# Jean Van Ophem
Jean (Jan) Van Ophem (Aarschot, 11 februari 1802 - aldaar, 8 februari 1882) was een Belgisch notaris en politicus voor de Liberale Partij.

## Levensloop
Van Ophem was notaris van beroep en een tijdlang voorzitter van de Kamer der Notarissen van het arrondissement Leuven. Hij was gehuwd en kreeg vier kinderen, waarvan slechts een dochter (die huwde met een telg uit het geslacht d'Udekem) haar vader zou overleven. Omstreeks 1840 liet hij voor haar een bescheiden zomerverblijf (of jachtpaviljoen) optrekken in het gebied De Elzen.
Hij volgde in 1849 Guillaume Le Corbesier op als burgemeester van Aarschot. Een functie die hij uitoefende tot 1872, waarna hij werd opgevolgd door de katholiek Philippe Le Corbesier. Van Ophem was een pleitbezorger van een ontsluiting van zijn stad door middel van een spoor.
In Aarschot is een straat naar hem vernoemd, met name de Jan Van Ophemstraat. Zijn neef Felix Daels zou later eveneens burgemeester van Aarschot worden.